# Церква Сан-Домінгуш
Церква Сан-Домінгуш (святих Юсти та Руфіни), порт. Igreja de São Domingos (Santa Justa e Rufina) — діюча католицька церква, названа на честь Святого Домініка, в Лісабоні. Національна пам'ятка Португалії.
Її фундамент за наказом короля Саншу II було закладено у 1241 році, як частину однойменного домініканського монастиря. Храм знаходиться в місті Лісабон, Португалія, в районі Бейша, на площі Св. Домініка. Свого часу, вона вважалась найбільшою церквою в Лісабоні.

## Історія
Церква «пережила» землетруси, повені, пожежі. У квітні 1506 року у церкві Сан-Домінгуш розпочався Лісабонський погром.
У XVII ст. храм слугував «домом» для інквізиції — зачитані тут приговори про спалення засуджених відразу приводили в дію поруч, на площі Россіо. У церкві Сан-Домінгуш винесли вирок за єресь священнику-єзуїту італійського походження, так званому, «бразильському апостолу» Габріелю Малагріді: спочатку його було задушено гарротою, а потім спалено на вогнищі.
У 1755 році землетрус майже повністю знищив монастир та церкву при ньому, за винятком каплиці Носса Сенхора да Ескада, зведеної у 1748 році за проектом Йоганна Фрідріха Людвіга.
До створення сучасної португальської республіки (1910 рік) церемонії вінчання, хрещення та похоронних відправ королівських осіб проводились саме у церкві Сан-Домінгуш.
Відновлена після землетрусів та повеней церква знову постраждала, на цей раз вже від пожежі (1959 рік) — внутрішнє оздоблення згоріло повністю, а чорний мармур, яким вона була оздоблена, придбав криваво-червоний відтінок. Храм відреставровано (спеціально було залишено фрагменти пожежі) та відкрито для відвідувачів у 1994 році.

### Хронологія подій

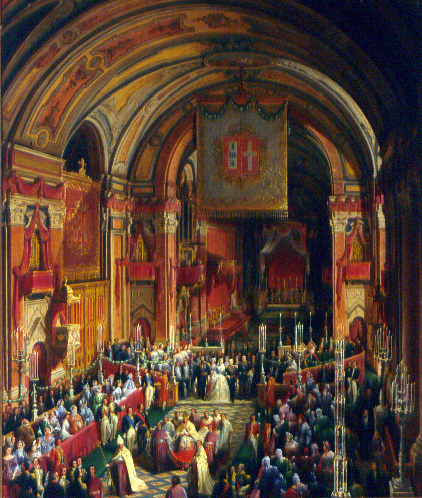
Весілля короля Португалії Луїша I та Марії Пії Савойської у Церкві Сан-Домінгуш (1862 рік)

1241 рік — у фундамент закладено перший камінь майбутньої церкви.
1251 рік — храм освячено.
1343, 1384 роки — так як церква була побудована в долині річки Тежу, вона доволі часто потерпала від повеней, річкові потоки яких неслись з пагорбів і руйнували все на своєму шляху.
У XIII—XV ст. храм перебудовувався та розширювався за правління королів Афонсу III та Мануеля I.
19-24 квітня 1506 року — саме у храмі Сан-Домінгуш стався інцидент, який заклав початок Лісабонському погрому — один з маранів засумнівався у чудесному явленні лику Христа парафіянам.
26 січня 1531 року — руйнівний землетрус і значні цунамі в Лісабоні. У місті зруйновано 1,5 тис. будинків і церков. Загинуло до 30 тис. місцевих жителів. У тому числі значно постраждала і Церква Святого Домініка: частково обрушилась стеля та з'явились тріщини на стінах від стелі до підлоги.
1536 року — почалась відбудова церкви завдяки милостині віруючих, різним громадам та царським субсидіям. Вдалось зберегти усі церковні орнаменти.
1 листопада 1755 року — Лісабонський землетрус. Храм Сан-Домінгуш практично повністю зруйновано: від нього залишились лише вівтар та ризниця. Реконструкцію церкви доручили архітектору Карлосу Марделю. Він намагався максимально зберегти каплицю Носса Сенхора да Ескада, зведену Йоганном Фрідріхом Людвігом, відомим за авторство проекту найбільшого королівського палацу в Португалії — Мафрського монастиря і палацу. Також Карлос Мардел додав чудові мармурові колони на всіх вівтарях, відновив фасад церкви та пресбітерій. Портал та балкон над порталом привезли з королівської каплиці палацу Рібейра. Щодо високого хору, то він складається з прямокутного плану над дерев'яною балкою, яка трималась на двох величних колонах, освітлених трьома світловими входами, що знаходяться у вищому регістрі, а також головним вікном. Після реставрації храм міг розмістити понад 2000 вірних.
Церква Сан-Домінгуш стала прикладом архітектури бароко для наслідування при зведенні та реставрації храмів свого часу по всій Португалії.
1761 рік — винесення вироку інквізицією та страта Габріеля Малагріді — італійський єзуїт, автор кількох творів релігійного характеру і трьох п'єс, написаних для постановки в єзуїтських коледжах.
1862 рік — у храмі відбулося весілля короля Португалії Луїша I та молодшої доньки італійського короля Марії Пії Савойської, якій на момент одруження було 15 років. Церемонії вінчання, хрещення та похоронних відправ королівських осіб проводились саме у церкві Сан-Домінгуш.
13 серпня 1959 року — пожежа у храмі, підпал. Знищено внутрішнє оздоблення, позолочені вівтарі та картини художника Педру Александріно де Карвальо.
1994 рік — церква відкрита після реставрації — спеціально були залишені фрагменти пожежі, які є особливістю храму, вирізняють його з-поміж інших церков.

## Сучасність
Наразі це церква парафії Санта Джуста та Санта Руфіна, в самому серці району Лісабона Байша, і віднесена до національних пам'яток Португалії.
Крім незвичайного дизайну, церква відома тим, що в ній зберігаються половина хустки (друга її половина зберігається в місті Фатіма) пастушки Лусії, і чотки Жасінти, які були при них, коли їм являлись святі видіння.
За вівтарем знаходиться гробниця Афонсу, сина Афонсу III. Біля ризниці — гробниці великого домініканського проповідника Луїша де Гранада (помер 1588 року) та реформатора Жоао де Васконцелоса (помер 1652 року).
В знак шанування жертв Лісабонського погрому в 2006 році поруч із церквою був відкритий меморіал та посаджене оливкове дерево, привезене зі Святої Землі. Поруч з меморіалом на стіні є напис на 34 мовах світу: «Лісабон — місто толерантності».

## Галерея

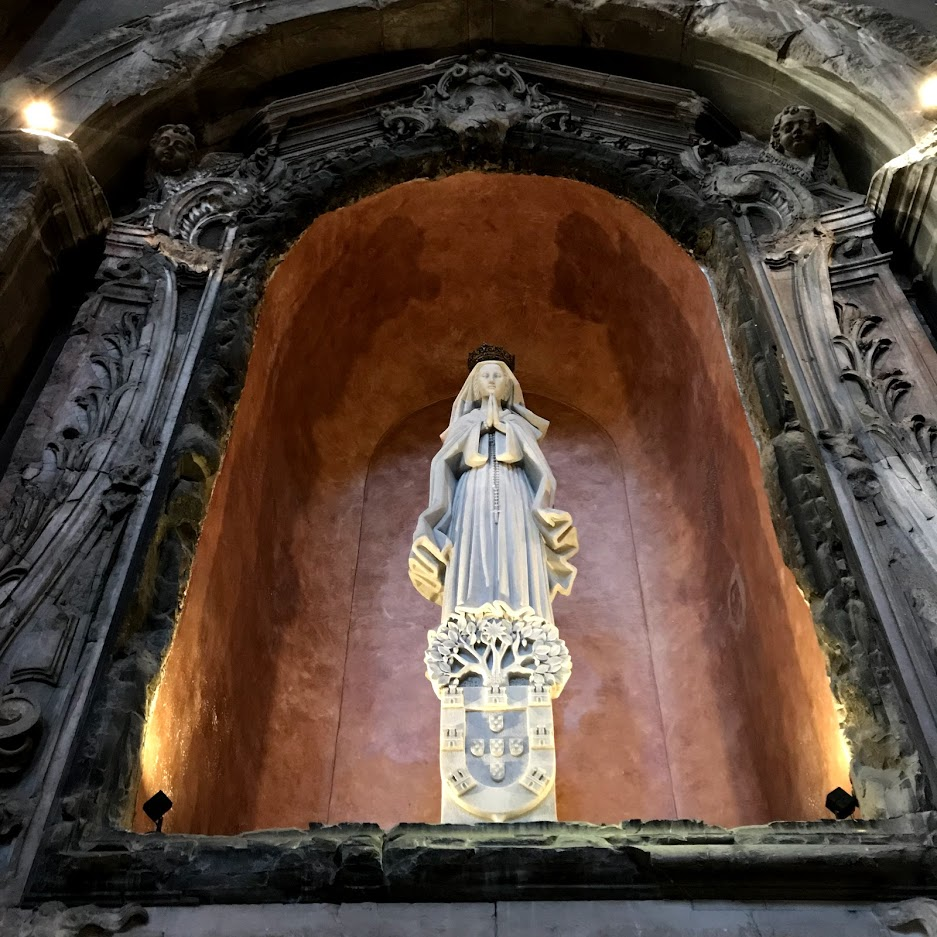
Церква Сан-Домінгуш, Лісабон, Португалія
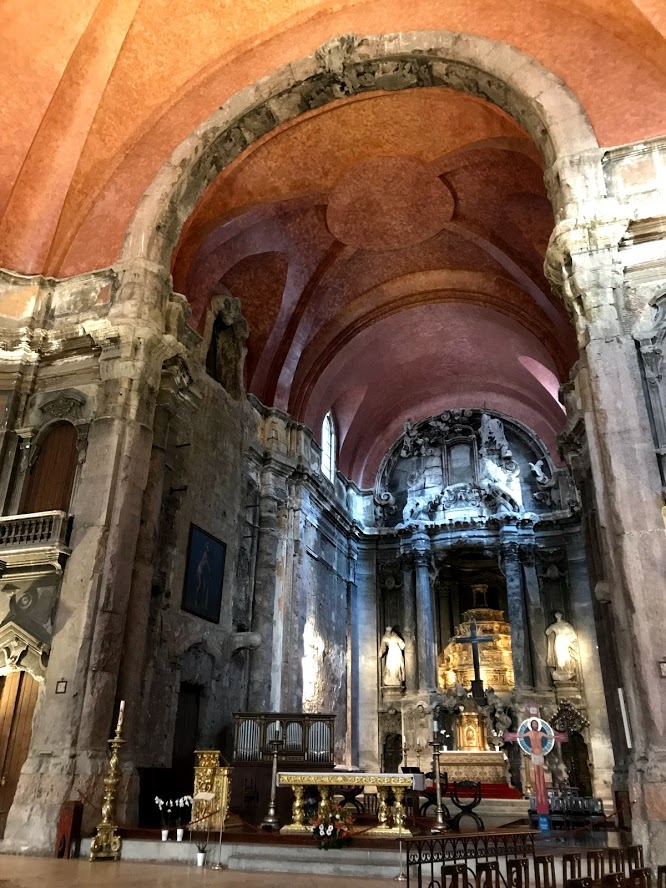
Церква Сан-Домінгуш, Лісабон, Португалія
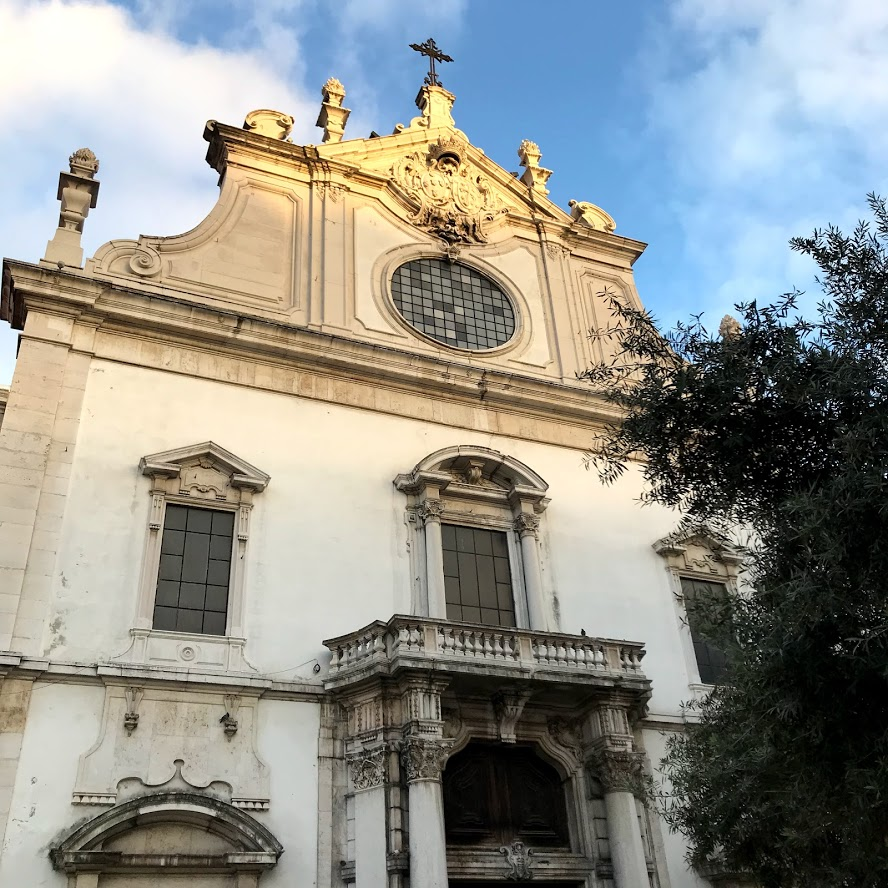
Фасад Церкви Сан-Домінгуш, Лісабон
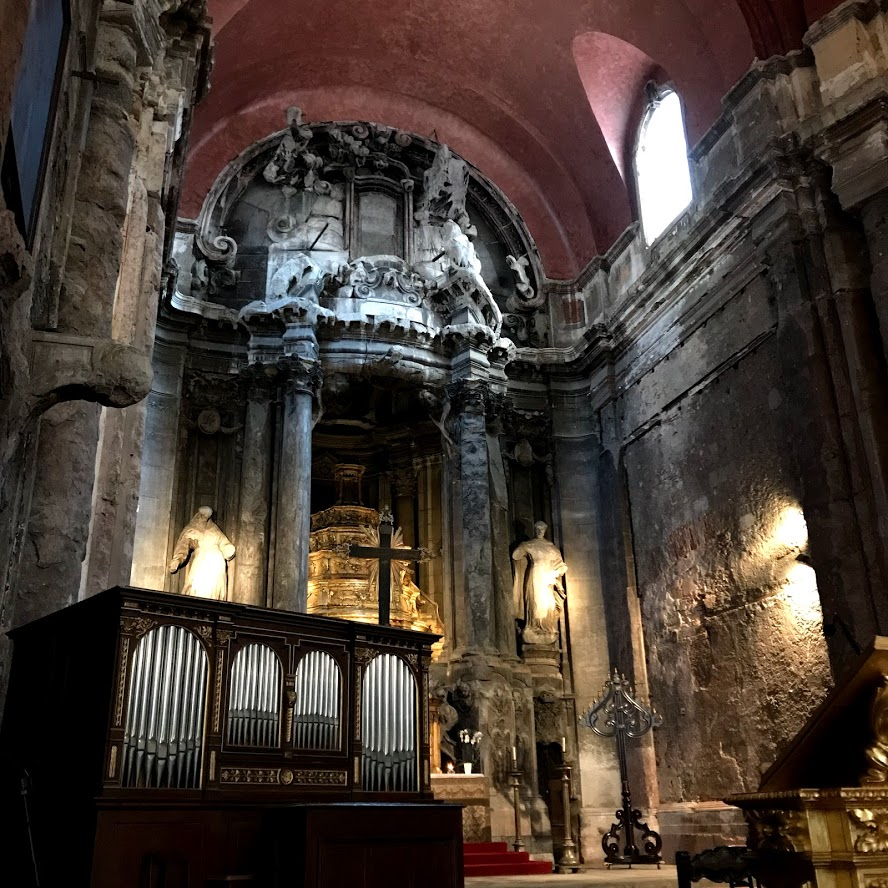
Орган, Церква Сан-Домінгуш, Лісабон